# 2. Königlich Bayerische Division
Die 2. Division, für die Dauer des mobilen Verhältnisses auch als 2. Infanterie-Division bezeichnet, war ein Großverband der Bayerischen Armee.

## Geschichte
Der Großverband wurde am 27. November 1815 zuerst als Infanterie-Division des Generalkommandos München gebildet. Im weiteren Verlauf ihres Bestehens änderten sich die Bezeichnungen mehrfach. Vom 1. Juni 1822 bis 31. März 1872 hieß sie 2. Armee-Division. Zwischenzeitlich führte sie vom 20. November 1848 bis 30. September 1851 den Namen 2. Infanterie-Division sowie vom 1. Februar 1859 bis 31. Januar 1869 die Bezeichnung Generalkommando Augsburg. Schließlich erhielt sie am 1. April 1872 die letztliche Bezeichnung 2. Division. Das Kommando stand von 1815 bis 1817 in Ingolstadt, von 1817 bis 1822 in Regensburg und dann bis zur Auflösung 1919 in Augsburg.

### Erster Weltkrieg
Die Division wurde zu Beginn des Ersten Weltkrieges im Rahmen der 6. Armee an der Westfront eingesetzt.
Aus ihrem Bereitstellungsraum westlich von Saarburg trat die Division mit der unterstellten 7. preußischen Kavallerie-Division gegen das französische VIII. und XIII. Armeekorps (2. frz. Armee) in Richtung Süden an und stieß bis 10. August 1914 auf Blâmont vor. Nachdem die Division wegen eines französischen Gegenangriffs in ihre Ausgangsstellungen bei Saarburg ausgewichen war, griff sie am 20. August 1914 erneut an und erreichte bis 24. August 1914 die Ortschaft Bazien. Nach der Schlacht in Lothringen wurde die bayerische 2. Division Mitte September 1914 im Zuge der Verlegung des I. Armeekorps nach Gouy verlegt. Nach Ankunft am 22. September 1914 trat die Division im Rahmen des Wettlaufes zum Meer unverzüglich an und überschritt tags darauf die Somme bei Péronne. Wegen einer Bedrohung der linken Flanke musste die Division den Angriff einstellen. Die rasch herangeführte 3. Kgl. Bay. Infanterie-Division brachte am 26. September 1914 Entlastung und es kam in diesem Raum für Monate zum Stellungskrieg.
Während der Herbstschlacht im Artois (23. September bis 13. Oktober 1915) wurde die Division zur Stütze des Bayerischen I. Reservekorps in den Raum nördlich Arras geworfen. Am 11. Oktober 1915 unternahmen zwei Korps der französischen 10. Armee den Versuch, die Front der 2. Bayerische Division (Genlt. Bernhard von Hartz) im Abschnitt Givenchy bis Thélus zu durchbrechen. Der französische Angriff brach aber vor den bayerischen Stellungen zusammen, die wenigen eingedrungenen Franzosen wurden in den Gräben niedergekämpft.
Mitte Mai 1916 wurde das I. bayerische Korps in die Schlacht um Verdun geworfen. Die 2. bayerische Division musste nach französischen Gegenangriffen die abgekämpfte 5. Division beim Kampf um Fort Douaumont ablösen. Die Division konnte am 24. Mai die Ausgangslage schnell wiederherstellen, ein weiterer Vorstoß am 25. Mai scheiterte jedoch. Am 12. Juni setzte die Division den Angriff in Richtung Thiaumont fort. Danach wurde die Division aus dem Abschnitt herausgelöst und durch das Deutsche Alpenkorps ersetzt. Im Oktober 1916 wurde die Division im Rahmen der Schlacht an der Somme nordwestlich von Sailly eingesetzt, wo sie sich gegen Angriffe englischer Truppen behaupten und die Stellungen bis 5. November halten konnte.
Im April 1917 rückte die 2. bayerische Division während der Aisneschlacht zwischen Hurtebise und Craonne am Damenweg ein. Am 22. Mai 1917 wies sie französische Angriffe ohne Geländeverlust ab.
In der Michael-Schlacht im März/April 1918 unterstützte die 2. Division von Cambrai über Péronne kommend am rechten Flügel der 18. Armee den Angriff der 2. Armee und erreichte Moreuil an der Avre. Am 2. April 1918 setzte sie über die Avre und kam von allen deutschen Truppen am nächsten an das Angriffsziel, Amiens, heran. Am 8. April 1918 waren die Kräfte der Division vollkommen erschöpft und sie wurde nach Rosières zurückgenommen. Sie hatte in der 14 Tage dauernden Schlacht über 3000 Mann und hunderte von Offizieren verloren. Im Mai und Juni 1918 war die Division ununterbrochen im Kampf stehend schon schwer dezimiert, dass sie an der Schlacht bei Noyon (9.–3. Juni 1918) als Reserve der 18. Armee ostwärts Lagny nicht teilnehmen brauchte. Für die Schlacht ostwärts Reims wurde die 2. Division im Rahmen des I. Armeekorps der 3. Armee unterstellt und trat am 15. Juli 1918 westlich der Straße Somme Py–Souain-Perthes-lès-Hurlus zum Angriff auf Souain an. Nach anfänglichen Erfolgen versteifte sich der französische Widerstand und der Angriff wurde ohne weitere Truppen ins Gefecht zu schicken abgebrochen.
Am 25. Juli 1918 wurde die Division bei Courville und Crugny südostwärts Fismes eingesetzt. Am 11. November 1918 stand die Division westlich der Maas bei Givet. Anfang Dezember erreichte sie Wetzlar. Von dort erreichten die einzelnen Regimenter zu Fuß oder mit der Bahn die Demobilmachungsorte.

### Gefechtskalender

#### 1914
- 08. bis 19. August – Grenzschutzgefechte in Lothringen
- 20. bis 22. August – Schlacht in Lothringen
- 22. August bis 14. September – Schlacht bei Nancy-Épinal
- 23. September bis 6. Oktober – Schlacht an der Somme
- 07. bis 10. Oktober – Stellungskämpfe westlich St. Quentin
- ab 10. Oktober – Stellungskämpfe an der Somme

#### 1915
- bis 6. Oktober – Stellungskämpfe an der Somme
- 13. Oktober – Herbstschlacht bei La Bassée und Arras
- ab 14. Oktober – Stellungskämpfe in Flandern und Artois

#### 1916
- bis 9. Mai – Stellungskämpfe in Flandern und Artois
- 09. Mai bis 15. Juli – Schlacht um Verdun
  - 22. bis 25. Mai – Kämpfe um Fort Douaumont
- 14. Juli bis 9. Oktober – Kämpfe auf den Maashöhen im Wald von Apremont und Ailly
- 10. Oktober bis 6. November – Schlacht an der Somme
- ab 12. November – Kämpfe bei Spada und St. Mihiel, Stellungskämpfe zwischen Maas und Mosel

#### 1917
- bis 23. Februar – Kämpfe bei Spada und St. Mihiel, Stellungskämpfe zwischen Maas und Mosel
- 24. Februar bis 5. Mai – Stellungskämpfe auf den Maashöhen bei Lamorville-Spada und St. Mihiel
- 05. bis 27. Mai – Doppelschlacht an der Aisne und in der Champagne
- 10. bis 20. Juni – Reserve der OHL
- 21. Juni bis 3. September – Stellungskämpfe in den Argonnen
- ab 4. September – Stellungskämpfe vor Verdun
  - 4. September bis 9. Oktober – Abwehrschlacht vor Verdun
  - 25. November – Kämpfe auf Höhe 344 vor Verdun

#### 1918
- bis 25. Januar – Stellungskämpfe vor Verdun
- 25. Januar bis 17. März – Reserve der OHL bei der 5. Armee
- 17. bis 20. März – Kämpfe in der Siegfriedstellung und Vorbereitungszeit für die Große Schlacht in Frankreich
- 21. März bis 6. April – Große Schlacht in Frankreich
- 07. April bis 8. Juni – Kämpfe an der Ancre, Somme und Avre
- 09. Juni bis 7. August – Kämpfe an der Avre und an der Matz
- 04. August bis 3. September – Stellungskämpfe an der Vesle
- 03. September bis 9. Oktober – Kämpfe vor der Siegfriedfront
- 10. bis 12. Oktober – Kämpfe vor der Hunding- und Brunhild-Front
- 13. Oktober bis 4. November – Kämpfe in der Hundingstellung
- 05. bis 11. November – Rückzugskämpfe vor der Antwerpen-Maas-Stellung
- ab 12. November – Räumung des besetzten Gebietes und Marsch in die Heimat

## Gliederung

### Friedensgliederung 1914
1914 war die Division Teil des I. Armee-Korps.
- 3. Infanterie-Brigade in Augsburg
- 4. Infanterie-Brigade in Neu-Ulm
- 2. Kavallerie-Brigade in Augsburg
- 2. Feldartillerie-Brigade in Augsburg

### Kriegsgliederung vom 2. August 1914
- 3. Infanterie-Brigade
  - 3. Infanterie-Regiment „Prinz Karl von Bayern“
  - 20. Infanterie-Regiment „Prinz Franz“
- 4. Infanterie-Brigade
  - 12. Infanterie-Regiment „Prinz Arnulf“
  - 15. Infanterie-Regiment „König Friedrich August von Sachsen“
- 4. Chevaulegers-Regiment „König“
- 2. Feldartillerie-Brigade
  - 4. Feldartillerie-Regiment „König“
  - 9. Feldartillerie-Regiment
- 2. Kompanie/1. Pionierbataillon

### Kriegsgliederung vom 22. März 1918
- 4. Infanterie-Brigade
  - 12. Infanterie-Regiment „Prinz Arnulf“
  - 15. Infanterie-Regiment „König Friedrich August von Sachsen“
  - 20. Infanterie-Regiment „Prinz Franz“
  - Bayerische MG-Scharfschützen-Abteilung Nr. 2
  - 3. Eskadron/8. Chevaulegers-Regiment
- Bayerischer Artillerie-Kommandeur Nr. 2
  - 9. Feldartillerie-Regiment
- Bayerisches Pionier-Bataillon 7
- Bayerischer Divisions-Nachrichtenkommandeur Nr. 2

## Kommandeure
| Dienstgrad      | Name                               | Datum                                   |
| --------------- | ---------------------------------- | --------------------------------------- |
| Generalleutnant | Friedrich von Zoller               | 27. November 1815 bis 25. Februar 1821  |
| Generalleutnant | Maximilian von Preysing-Moos       | 01. Juni 1822 bis 20. Mai 1829          |
| Generalleutnant | Friedrich von Treuberg             | 21. Mai 1829 bis 14. Juni 1830          |
| Generalleutnant | Maximilian Seyssel d’Aix           | 15. Juni 1830 bis 29. Dezember 1836     |
| Generalleutnant | Albert von Pappenheim              | 30. Dezember 1836 bis 30. März 1848     |
| Generalleutnant | Anton von Gumppenberg              | 31. März 1848 bis 10. April 1851        |
| Generalleutnant | Leonhard von Hohenhausen           | 01. Oktober 1851 bis 22. Februar 1861   |
| Generalleutnant | Ludwig von der Tann-Rathsamhausen  | 23. Februar 1861 bis 22. Januar 1862    |
| Generalleutnant | Maximilian von Feder               | 23. Januar 1862 bis 28. Januar 1869     |
| Generalleutnant | Karl zu Pappenheim                 | 04. März 1869 bis 22. August 1870       |
| Generalmajor    | Ignaz Schuhmacher                  | 22. August bis 9. November 1870         |
| Generalleutnant | Joseph Maximilian von Maillinger   | 10. November 1870 bis 24. April 1873    |
| Generalleutnant | Rudolph von der Tann-Rathsamhausen | 01. Mai 1873 bis 26. November 1875      |
|                 | August von Leonrod                 | 27. November 1875 bis 28. Februar 1882  |
| Generalleutnant | Otto von Schmidt                   | 01. März 1882 bis 3. April 1887         |
| Generalleutnant | Benignus von Safferling            | 04. April 1887 bis 8. Mai 1889          |
| Generalleutnant | Moritz von Orff                    | 09. Mai 1890 bis 6. Mai 1893            |
| Generalleutnant | Adolph von Asch                    | 07. Mai bis 11. Juni 1893               |
| Generalleutnant | Eugen von Malaisé                  | 12. Juni 1893 bis 17. März 1898         |
| Generalleutnant | Carl von Claus                     | 18. März 1898 bis 25. Oktober 1901      |
| Generalleutnant | Theophil von Reichlin-Meldegg      | 26. Oktober 1901 bis 21. März 1905      |
| Generalleutnant | Karl von Endres                    | 22. März bis 14. September 1905         |
| Generalleutnant | Felix von Bothmer                  | 15. September 1905 bis 3. Dezember 1909 |
| Generalleutnant | Maximilian von Speidel             | 04. Dezember 1909 bis 14. Dezember 1911 |
| Generalleutnant | Ludwig von Gebsattel               | 15. Dezember 1911 bis 19. März 1914     |
| Generalleutnant | Ludwig von Hetzel                  | 19. März 1914 bis 8. August 1915        |
| Generalleutnant | Bernhard von Hartz                 | 07. September 1915 bis 8. Februar 1917  |
| Generalmajor    | Eugen von Zoellner                 | 08. Februar 1917 bis November 1918      |